# Thermomètre infrarouge
 (mars 2020).
Si vous disposez d'ouvrages ou d'articles de référence ou si vous connaissez des sites web de qualité traitant du thème abordé ici, merci de compléter l'article en donnant les références utiles à sa vérifiabilité et en les liant à la section « Notes et références ».

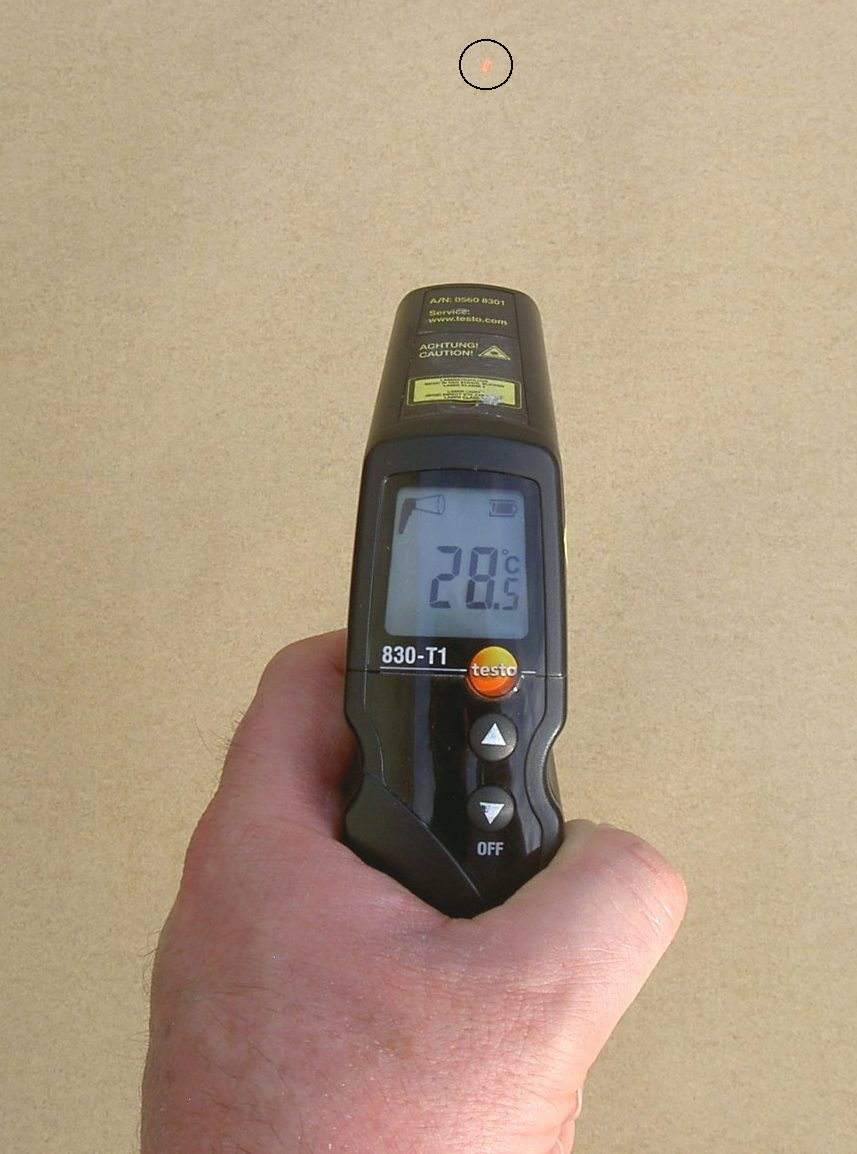
La mesure IR est une mesure de surface : le point laser de cet appareil compact indique le point central de la zone circulaire de mesure.

Un thermomètre infrarouge est un instrument de mesure de la température de surface d'un objet à partir du rayonnement du corps noir — rayonnement de type corps noir — qu'il émet dans l'infrarouge. On utilise également le terme de pyromètre infrarouge lorsqu'il s'agit de mesurer des températures élevées d'un objet ou d'un environnement (four, incendie, volcan, etc.). Un tel thermomètre est parfois appelé à tort thermomètre laser s'il est aidé d'un laser pour viser, ou encore thermomètre sans contact pour souligner sa capacité à mesurer la température à distance, à la différence des thermomètres à contact classiques.

## Historique et fondamentaux
Isaac Newton met en évidence le spectre de lumière en 1666. Il observe que la lumière du jour passant au travers d’un prisme se décompose en bandes de couleurs appelées « spectre ». En 1880, William Herschel mesure l’énergie relative de chacune de ces bandes, y compris au-delà du rouge, c'est-à-dire dans l'infrarouge.
Dans les années 1900, les scientifiques Max Planck, Joseph Stefan, Ludwig Boltzmann, Wilhelm Wien et Gustav Kirchhoff formulent les équations fondamentales du spectre électromagnétique ainsi que celles sur l’énergie radiative dans l’infrarouge. Le concept de pyromètre infrarouge est énoncé par Charles R. Darling dans son livre Pyrometry en 1911. L’avènement de l’électronique dans les années 1930 permet l’industrialisation des premiers thermomètres de ce type qui sont désormais un instrument classique de mesure pour les applications personnelles, industrielles et universitaires.

## Principe
Le thermomètre infrarouge (IR) mesure la température par quantification de l’énergie radiative émise dans la bande spectrale de l’infrarouge. Tout objet au-dessus du zéro absolu (0 K) émet ces radiations. En connaissant la quantité d'énergie émise par un objet et son émissivité, sa température peut donc être déterminée. Cette méthode permet de mesurer la température à distance, contrairement aux autres types de thermomètres comme les thermocouples. Ainsi il est possible de mesurer la température si l'objet est en mouvement, s'il est entouré d'un champ électromagnétique, s'il est placé dans le vide, etc.
Le thermomètre infrarouge le plus basique est composé d’une lentille qui focalise l’énergie radiative infrarouge sur un détecteur qui la convertit en signal électrique. Après compensation, ce signal est converti à son tour en température. Cette méthode de mesure peut être très précise à condition cependant d'être bien calibrée, le rayonnement mesuré étant dépendant de nombreux paramètres : émissivité de l'objet, uniformité de la source, géométrie du dispositif. 
La mesure infrarouge est une mesure optique :
- la lentille de l'appareil doit être propre ;
- le champ de mesure doit être libre de toute interférence : absence de poussière, d'humidité, de vapeur ou de gaz étranger.

La mesure infrarouge est une mesure de surface :
- si de la poussière ou de la rouille est présente sur la surface de l'objet à mesurer, la mesure se fera sur ces particules ;
- si la valeur semble douteuse, il faut utiliser en parallèle un thermomètre à contact classique. Ce dernier peut être équipé d'une sonde d'immersion ou de pénétration (cas des mesures sur aliments congelés).

### Contamination du trajet optique
Afin d’avoir une mesure fiable, le trajet optique entre le point de mesure et la tête de détection du pyromètre doit rester dégagé. Un système de purge à air permet d’éviter l’adhérence des poussières, des fumées et toutes autres salissures sur les optiques. Des systèmes de purge sont utilisés pour prévenir de cet encrassage.
Ceci implique entre autres que le système de purge fonctionne parfaitement et de manière continue. Cependant, l’expérience montre qu’en pratique les optiques s’encrassent petit à petit à cause d’arrêts imprévus ou d’autres défauts. Ceci est particulièrement constaté dans les environnements sévères comme ceux de l’industrie métallurgique, les cimenteries ou les fours de combustion.[réf. nécessaire]
La mesure de température effectuée par un pyromètre monochromatique dérive alors peu à peu. La température lue diminue sollicitant les brûleurs ou tout autre système de chauffe parfois inutilement.

## Applications

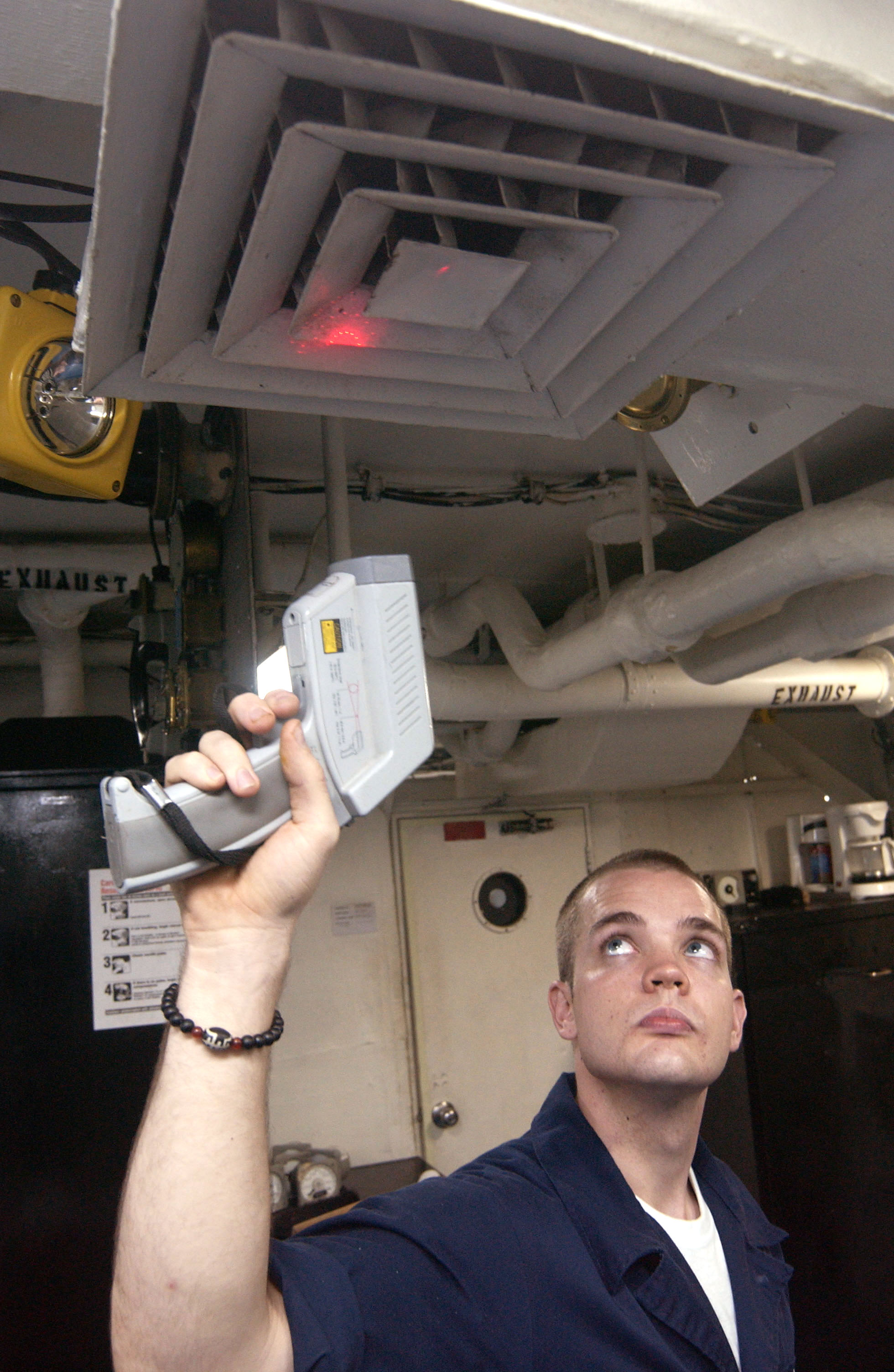
Un marin mesurant la température d'un système de ventilation au moyen d'un thermomètre IR.

Ce dispositif permet ainsi de mesurer à distance la température d’un objet avec une grande précision. Parmi les applications courantes, on trouve les mesures sur les objets en mouvement, corrosifs, en réacteur sous vide ou soumis à des champs électromagnétiques intenses ainsi que toutes les applications exigeant des temps de réponse très courts.
On peut citer :
- le contrôle de produits alimentaires sous emballage, à condition de ne pas réaliser de mesures dans les poches d'air ;
- le contrôle de la température d'un four ou d'autres équipements ;
- la vérification d'équipements mécaniques ou de circuits électriques (ex. : armoires électriques) ;
- la détection de zones chaudes lors d'un incendie ;
- la prise de température des individus. Avec l'interdiction à la vente des thermomètres à mercure[3], les thermomètres médicaux se sont fortement développés. Ils se décomposent en deux catégories principales : les thermomètres frontaux (sans contact) et les thermomètres auriculaires ; les thermomètres connectés améliorent le suivi de température des bébés et contribuent à rassurer les parents ;
- le contrôle du réchauffement ou du refroidissement de matériaux avec précision ;
- la détection de nuages pour les télescopes.

## Types de capteur
Le choix d'un capteur de température doit se faire en fonction du type d'application, en tenant compte des conditions ambiantes, des plages de température et de la précision de mesure souhaitée.
- Le pyromètre monochromatique, également appelé « pyromètre spectral », mesure l’énergie radiative à une longueur d'onde (en réalité une bande spectrale plus ou moins étroite). On trouve parmi ces modèles des systèmes portables très basiques comme des instruments sophistiqués avec système de visée, fonction de mémorisation ou de PID. Des fibres optiques, des pointeurs laser, des systèmes de refroidissement, de protection ou de scanner peuvent compléter la configuration. On trouve également des instruments intégrant une caméra vidéo qui permet la visualisation de l’objet depuis une salle de contrôle. À chaque application correspond un système de mesure et il faudra particulièrement s’interroger sur le choix du détecteur, la gamme de température, les optiques, le temps de réponse et l’émissivité.
- Le pyromètre bi-couleur, à quotient ou bichromatique, travaille à deux longueurs d'onde. L’état de surface peut modifier l’émissivité et donc la précision de la mesure. Cela est aussi vrai pour tous les obstacles présents sur le trajet optique. Une manière de s’affranchir en partie de ces inconvénients est de mesurer la température simultanément à deux longueurs d’onde et d’en extraire le rapport d’intensité.